# Tongas herrlandslag i fotboll
Tongas herrlandslag i fotboll representerar Tonga i fotboll. Första matchen spelades i september 1979 i Fiji under Stillahavsspelen, där man föll med 0–8 mot Franska Polynesien. På Fifas världsranking för herrar har de som bäst legat på plats 163 (oktober 1998) och som sämst på plats 204 (sista plats) (Februari 2016).

## Lista över tränare
- Rudi Gutendorf (1981)
- Gary Phillips (2001)
- Heinave Kaifa (2002-2003)
- Milan Jankovic (2003-2005)
- Kilife Uele (2007-)